# Problepsis aegretta
Problepsis aegretta är en fjärilsart som beskrevs av Felder 1875. Problepsis aegretta ingår i släktet Problepsis och familjen mätare. Inga underarter finns listade i Catalogue of Life.